# Junonia tosca
Junonia tosca är en fjärilsart som beskrevs av Hans Fruhstorfer 1900. Junonia tosca ingår i släktet Junonia och familjen praktfjärilar. Inga underarter finns listade i Catalogue of Life.